# PEC Zwolle
PEC Zwolle är en nederländsk fotbollsklubb från Zwolle. Klubben grundades 1910 som PH-EDN-Combinatie (Prins Hendrik - Ende Desespereert Nimmer - Combinatie) , bytte 1971 namn till PEC, 1982 till PEC Zwolle'82 och 1990 till FC Zwolle. Sedan 2012 heter klubben PEC Zwolle precis som mellan 1971 och 1982.
Klubben är tillbaka i Eredivisie och hemmamatcherna spelas på IJsseldelta Stadion som invigdes 2009.
En åttondeplats 1979 är klubbens bästa resultat. Bland kända spelare i klubbens historia kan nämnas Jaap Stam och Wim Rijsbergen.

## Placering senaste säsonger
| Säsong  | Nivå | Liga           | Placering | Referens | Kommentar                      |
| ------- | ---- | -------------- | --------- | -------- | ------------------------------ |
| 2009/10 | 2    | Eerste Divisie | 4         | [ 4 ]    |                                |
| 2010/11 | 2    | Eerste Divisie | 2         | [ 5 ]    |                                |
| 2011/12 | 2    | Eerste Divisie | 1         | [ 6 ]    | Uppflyttad till Eredivisie     |
| 2012/13 | 1    | Eredivisie     | 11        | [ 7 ]    | Nedflyttad till Eerste Divisie |
| 2013/14 | 1    | Eredivisie     | 11        | [ 8 ]    |                                |
| 2014/15 | 1    | Eredivisie     | 6         | [ 9 ]    |                                |
| 2015/16 | 1    | Eredivisie     | 8         | [ 10 ]   |                                |
| 2016/17 | 1    | Eredivisie     | 14        | [ 11 ]   |                                |
| 2017/18 | 1    | Eredivisie     | 9         | [ 12 ]   |                                |
| 2018/19 | 1    | Eredivisie     | 13        | [ 13 ]   |                                |
| 2019/20 | 1    | Eredivisie     | x         | [ 14 ]   | (Coronaviruspandemin)          |
| 2020/21 | 1    | Eredivisie     | 13        | [ 15 ]   |                                |
| 2021/22 | 1    | Eredivisie     | 18        | [ 16 ]   | Nedflyttad till Eerste Divisie |
| 2022/23 | 2    | Eerste Divisie | 2         | [ 17 ]   | Uppflyttad till Eredivisie     |